# Il regno dell'oro
Il Regno dell'oro è un romanzo di avventura del 2011, il terzo romanzo scritto da Clive Cussler, in collaborazione con Grant Blackwood, appartenente al ciclo dei Fargo Adventures.

## Trama
I coniugi Sam e Remi Fargo sono archeologi e cercatori di tesori, residenti a La Jolla, in California. Durante una vacanza in barca sullo Stretto della Sonda (Sumatra) vengono contattati dal miliardario americano Charles King, che chiede loro di ritrovare un investigatore privato loro amico di vecchia data, Frank Alton, che egli aveva ingaggiato per effettuare alcune indagini e che sembra misteriosamente scomparso. Inoltre King chiede loro di ritrovare il proprio padre, Lewis, scomparso durante una spedizione in Nepal molti anni prima. I due accettano l'incarico e le loro indagini li portano in Nepal, a Lo Monthang capitale del regno di Mustang, mettendoli sulle tracce del Theurang, il mitico uomo d'oro scomparso molto tempo prima, al tempo di un'invasione cinese avvenuta molti secoli prima. Ostacolati da una misteriosa organizzazione, seguiti come ombre dai due figli gemelli del miliardario, i coniugi Fargo si mettono alla ricerca di Alton e Lewis King. L'indagine si snoda dalle valli del Nepal ad un monastero sull'isola di Saseno (Albania), fino ad un museo della città di Kutina (Bulgaria) sulle tracce di due vescovi ortodossi missionari molto tempo prima in Oriente. I Fargo scoprono che anche due fratelli italiani Giuseppe e Francesco Lana de Terzi potrebbero sapere dove si trovava il Theurang. Uno dei due si era casualmente imbattuto nel manufatto mentre stava collaudando una nuova arma per l'imperatore cinese Kangxi nel XVII secolo. Il susseguirsi delle scoperte porta i due coniugi ad entrare di nascosto in Tibet alla ricerca della mitica città di Shangri-La, dove il Theurang potrebbe essere stato nascosto.

## Edizioni
- Clive Cussler e Grant Blackwood, Il regno dell'oro, collana La Gaja Scienza, traduzione di Sebastiano Pezzani, Longanesi, 29 maggio 2014,  p. 360, ISBN 9788830439740.
- Clive Cussler e Grant Blackwood, Il regno dell'oro, traduzione di Sebastiano Pezzani, I Grandi TEA, TEA, 10 settembre 2015,  p. 353, ISBN 9788850240869.
- Clive Cussler e Grant Blackwood, Il regno dell'oro, traduzione di Sebastiano Pezzani, Tea più, TEA, 17 settembre 2020,  p. 368, ISBN 9788850257898.